# لافایت (لوئیزیانا)
لافایت (به انگلیسی: Lafayette) شهری در ایالت لوئیزیانا کشور ایالات متحده آمریکا است که جمعیت آن در سرشماری سال ۲۰۱۰ میلادی، ۱۲۰٬۶۲۳ نفر بوده‌است.